# سنط معسل
السنط المعسل أو السنط العسلي أو الظُّبَّة أو بُوت نوع نباتي شجري من جنس السنط من الفصيلة البقولية.

## الموئل والانتشار
ينتشر هذا النوع في المشرق العربي ووادي النيل ومعظم مناطق شرق أفريقيا.